# Jigme Guri

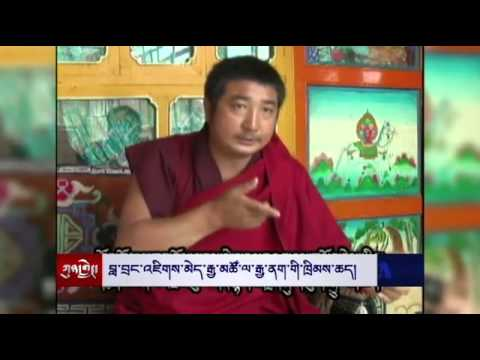
Jigme Guri

Jigme Guri (* 1966 in Lhutang, Kreis Xiahe, Provinz Gansu, China; † 2. Juli 2022 in Gansu; auch Jigme Gyatso) war ein tibetischer Mönch des tibetischen Buddhismus im Kloster Labrang. Jigme wurde am 22. März 2008 infolge von Unruhen in Labrang während der Tibetischen Unruhen verhaftet. 
Weltweit bekannt wurde er, als er in einem Video auf YouTube Foltervorwürfe gegen chinesische Sicherheitskräfte erhob. In dieser Botschaft schildert Jigme die Zeit von seiner Verhaftung am 22. März 2008 bis zu seiner Freilassung 42 Tage später. Er sprach im tibetischen A-mdo Dialekt. Wegen dieses Videos wurde er am 4. November 2008 erneut inhaftiert und am 3. Mai 2009, infolge internationalem Protestes, wieder freigelassen. Sein Fall sorgte auch dadurch für Aufmerksamkeit, dass er Verteidiger zu Hilfe nehmen durfte, diese waren die Han-Chinesen Li Fangping und Jiang Tianyong, die Verteidiger des Lamas Phurbu Rinpoches. Die Zugehörigkeit des Angeklagten und seiner Anwälte zu verschiedenen Ethnien wurde als positives Zeichen gegen ethnische Unruhen gewertet.
2011 wurde Jigme Guri erneut verhaftet und erst drei Jahre später, im September 2014, von einem chinesischen Gericht in Lanzhou wegen seines politischen Einsatzes zu fünf Jahren Haft verurteilt. Den Anwälten, die seine Familie zwecks seiner Verteidigung engagierte, wurde es nicht gestattet, Jigme Guri zu vertreten. Der Mönch wurde in Haft schwer misshandelt und im März 2016 in ein Krankenhaus in Lanzhou eingeliefert. Während der gesamten Zeit der Inhaftierung durfte seine Familie ihn nicht besuchen.
Am 26. Oktober 2016 wurde Jigme Guri schließlich aus der Haft entlassen, wie mehrere tibetische Medien und Blogger berichteten. Er wurde von der chinesischen Polizei zum Haus seiner Mutter eskortiert.
Er starb am 2. Juli 2022 im Alter von 56 Jahren.